# Ermita de Santa Bàrbara (Anglès)
L'Ermita de Santa Bàrbara és un edifici del municipi d'Anglès inclòs en l'Inventari del Patrimoni Arquitectònic de Catalunya.
L'aplec de l'ermita de Santa Bàrbara -santa Bàrbara de Nicomèdia, verge i màrtir- se celebra el segon diumenge de maig, encara que la seva festa en el santoral és el 4 de desembre. L'ermita té uns goigs dedicats a la santa.

## Descripció
L'actual ermita de Santa Bàrbara es troba estructurada en dues parts.
Per una banda tenim el que seria el refugi de dues plantes i cobert amb una teulada a dues aigües de vessants a façana. En la planta baixa trobem tres obertures, com són dues petites finestres emmarcades per muntants de pedra i cobertes per un enrreixat de ferro forjat. Però sobretot destacar el portal adovellat d'arc de mig punt amb unes dovelles de mida mitjana. En el primer pis trobem dues obertures de similar tipologia, és a dir, rectangulars, amb llinda monolítica conformant un arc pla, muntants de pedra i ampit treballat.
D'altra banda tenim l'ermita pròpiament, coberta amb una teulada mixta, és a dir la meitat a dues aigües de vessants a façana i l'altra meitat d'un sol vessant a façana. En la planta baixa destaca el gran portal adovellat d'arc de mig punt amb unes dovelles de grans dimensions i molt ben escairades.
Pel que fa al primer pis, trobem una obertura rectangular amb llinda monolítica i muntants de pedra amb un vitrall de colors que reprodueix un arbre. Però d'aquest sector destaca especialment l'impressionant campanar d'espadanya d'un sol ull d'arc rebaixat. La seva campana conté una llarga inscripció. A un costat hi diu: "Parròquia de sant Martí Sapresa: Ermita de santa Bàrbara 1952 Laus Deu". I a l'altre "Amics de santa Bàrbara 2002: els amics de santa Bàrbara al poble d'Anglès i a tots els que veneren aquest indret".
L'interior de l'ermita és una petita capella d'una sola nau, amb dos trams i capçalera i sostentada bàsicament per dues arcades apuntades amb una sageta molt més accentuada que no pas la llum. El tram de la capçalera, on hi trobem l'absis de mitja volta, correspondria a la coberta a una vessant; el tram intermedi correspondria al campanar i el tram dels peus és on trobem la coberta a dues aigües. En aquest sector també trobem dos elements importants, com són una gran obertura quadrangular, amb llinda monolítica, muntants de pedra i ampit treballat i amb un vitrall acolorit que aludeix a la crucifixió. L'altra seria un portal de pedra que comunica amb el refugi.
En el tram de la capçalera trobem una petita taula d'altar, així com una petita fornícula emmarcada en pedra que alberga una imatge de Santa Bàrbara elaborada a Osor seguint el procediment o tècnica de la resina.

## Història
Tant l'ermita com la casa s'han datat del segle xiii.
La primera referència documental que es té és de l'any 1310. Posteriorment hi ha constància que es bastí la capella de Santa Bàrbara l'any 1419.